# Tadeáš Hájek z Hájku

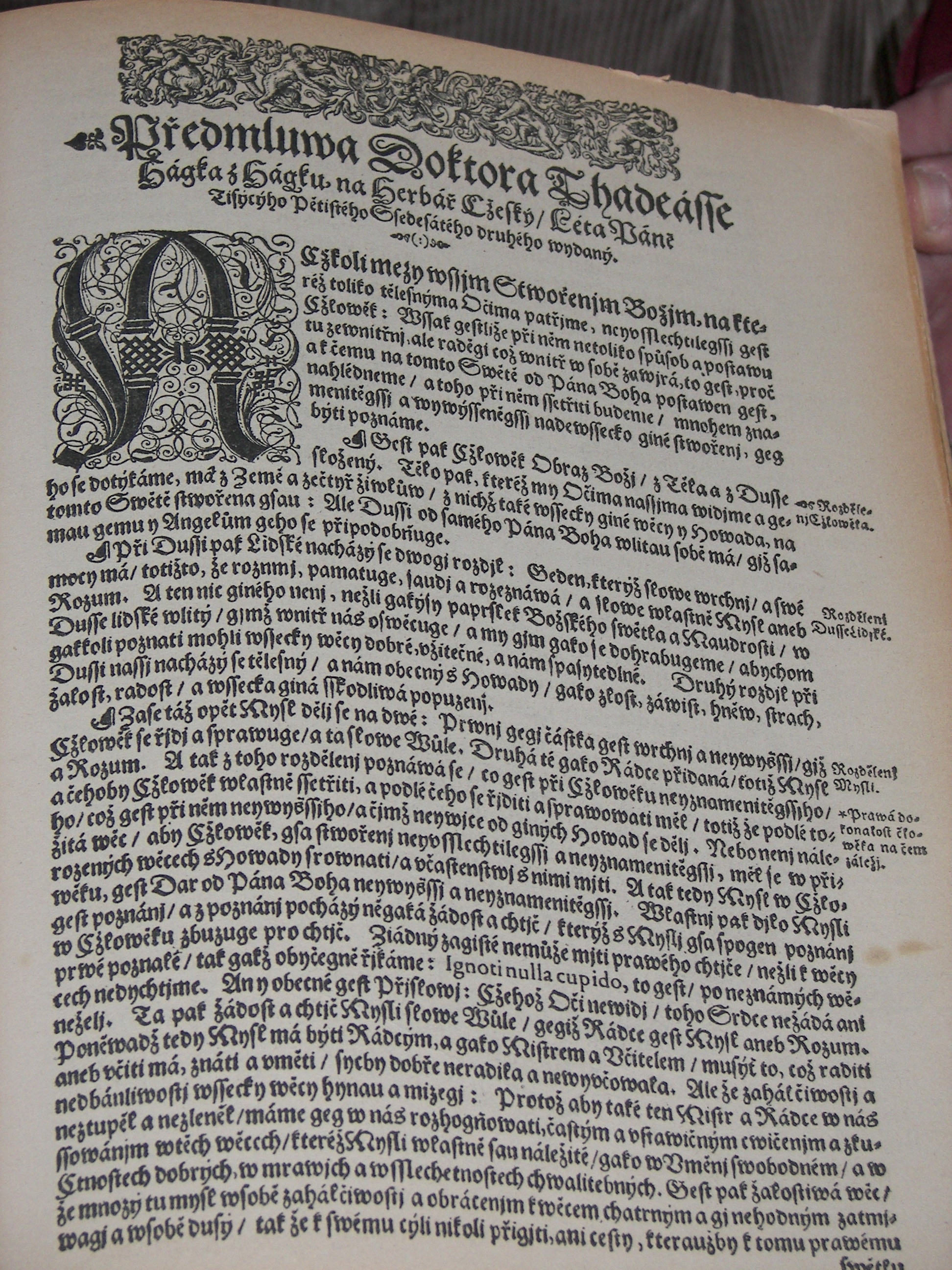
Hájkova předmluva k herbáři, který přeložil

Tadeáš Hájek z Hájku, latinským jménem Thaddaus Hagecius ab Hagez či Thaddeus Nemicus (1525, Praha? – 1. září 1600, Praha) byl český renesanční přírodovědec – astronom, matematik, alchymista a osobní lékař císaře Rudolfa II.

## Život
Tadeáš Hájek byl synem Šimona Hájka (asi 1485 – 1551), potomka staré české rodiny. Roku 1554 jej Ferdinand I. povýšil do šlechtického stavu, Maxmilián II. jej roku 1571 pasoval na rytíře. Třikrát se oženil a měl tři syny a jednu dceru.
Hájek bydlel v dnes již zbořeném domě U zlatého koníčka v současnosti zvaném U červeného srdce.
Rudolf II. potřeboval na svém dvoře někoho, kdo by se stal arbitrem elegance a váženosti a kdo by podával reference, doporučení a také odmítnutí alchymistům, kteří pracovali v pražských laboratořích. Stal se jím Tadeáš Hájek. Jako ředitel alchymistických dílen musel čelit Hájek různým podvodníkům a starat se o správný chod práce. Mimo to také vědecky pracoval a napsal několik knih. Mezi ně hlavně patří spis „O kometách“.
Napsal ale také učené pojednání O pivu (De cerevisia eiusque conficiendi ratione), které vyšlo v roce 1554 a Hájek v něm dospěl k jedné z prvních teorií oxidace. Sepsal také spis Aphorismorum Metoposcopicorum libellus unus, ve kterém rozpracoval metoposkopii, metodu, jak věštit z lidských vrásek.
V letech 1548 až 1549 studoval medicínu a astronomii ve Vídni, magistrem umění se stal roku 1551. Roku 1554 studoval v Bologni medicínu, poté přešel do Milána, kde poslouchal přednášky Girolama Cardana. Záhy se však vrátil do Prahy. Na univerzitě přednášel matematiku a astronomii až do roku 1558. Později se věnoval lékařské praxi. Byl osobním lékařem císařů Maxmiliána II. a Rudolfa II. Na Hájkův popud byl do Prahy pozván Tycho Brahe, se kterým Hájka poutalo přátelství. Hájek byl ve vědecké korespondenci s předními evropskými učenci své doby.
V náboženském rozvrstvení tehdejší české společnosti náležel k rozhodným novoutrakvistům. V roce 1575 byl členem komise pro přípravu České konfese. Vystupoval též na obranu jednoty bratrské, i když jejím členem nebyl.
Zemřel v Praze 1. září 1600 a byl pohřben v Betlémské kapli.

## Astronomie, matematika, lékařství a botanika
Hájek jako první uveřejnil v tisku způsob, jak určit polohu hvězd stanovením přesné doby jejich průchodu poledníkem. Je autorem řady astronomických a lékařských spisů. Do dějin české matematiky se vepsal svojí zahajovací univerzitní přednáškou, která vyšla pod názvem De laudibus geometriae (tj.: Řeč o chvále geometrie). Jedná se o první spis českého původu, který si všímá minulosti matematických věd v našich zemích. Vyměřil oblast kolem Prahy a je spoluautorem mapy z roku 1563, která se ale ztratila. V listopadu roku 1572 zaznamenal vznik nové hvězdy – supernovy SN 1572 v souhvězdí Kasiopeja. Svůj objev zaznamenal v spise Dialexis de novae et prius incognite stelae, němž také vysvětlil, že do té doby převládající z Aristotela vycházející představa o neměnnosti hvězdného nebe je chybná.
Působil též jako překladatel do češtiny, v roce 1562 přeložil několikasetstránkový Mattioliho herbář, který doplnil botanickými poznatky z Čech. Při této práci musel vytvořit zcela nové české názvosloví, které se z části používá ještě dnes. Překlad vyšel pod titulem Herbarz: ginak Bylinář welmi vžitečný a figůrami pieknymi y zřetedlnymi podlé praweho a yako ziwého zrostu bylin ozdobeny y také mnohymi a zkussenymi lékarzstwijmi rozhognieny gessto takowy nikdá w ziádnem yazyku prwé wydán nebyl, ve slově „figůrami“ tedy bylo použito kroužkované ů již o 9 let dříve, než ho ve své gramatice z roku 1571 doporučil Jan Blahoslav.

## Tadeáš Hájek chemik a botanik
Když Hájek vydal Mattioliho herbář v češtině, rozšířil část zabývající se chmelem. Stýkal se se současnými sládky a získané vědomosti pak popsal v latinské publikaci "De cerevisia ejusque conficiendi ratione, natura, viribus et facultatibus" (O pivu, způsobech jeho přípravy, jeho podstatě, silách a účincích), kterou vydal v roce 1584 ve Frankfurtu nad Mohanem. Český překlad publikace vyšel například v pivovarském časopise Kvas v roce 1878. Hájek zde popisuje technologii výroby kvasu a piva. Nadčasově se zabývá i problémy spojenými se zpracováním pivovarských odpadů a píše i o zdravotních účincích piva. Tato latinská publikace je bezesporu první publikací o pivu vydaná v Čechách a velmi pravděpodobně i první publikací svého druhu na světě.

## Zajímavosti
- Jako osobní lékař císařů Maxmiliána II. a Rudolfa II. byl Rudolfem II. povýšen do šlechtického stavu.
- Jméno Tadeáše z Hájku bylo umístěno pod okny Národního muzea v Praze spolu s mnoha dalšími, viz Dvaasedmdesát jmen české historie.
- Po Hájkovi je pojmenován měsíční kráter Hagecius[7][8] a planetka 1995 Hajek.
- Od roku 1566 působil jako vrchní lékař u císařského vojska bojujícího s Turky.
- Seznámil se s významnými anglickými alchymisty – Johnem Deem a Edwardem Kelleym

## Odkazy

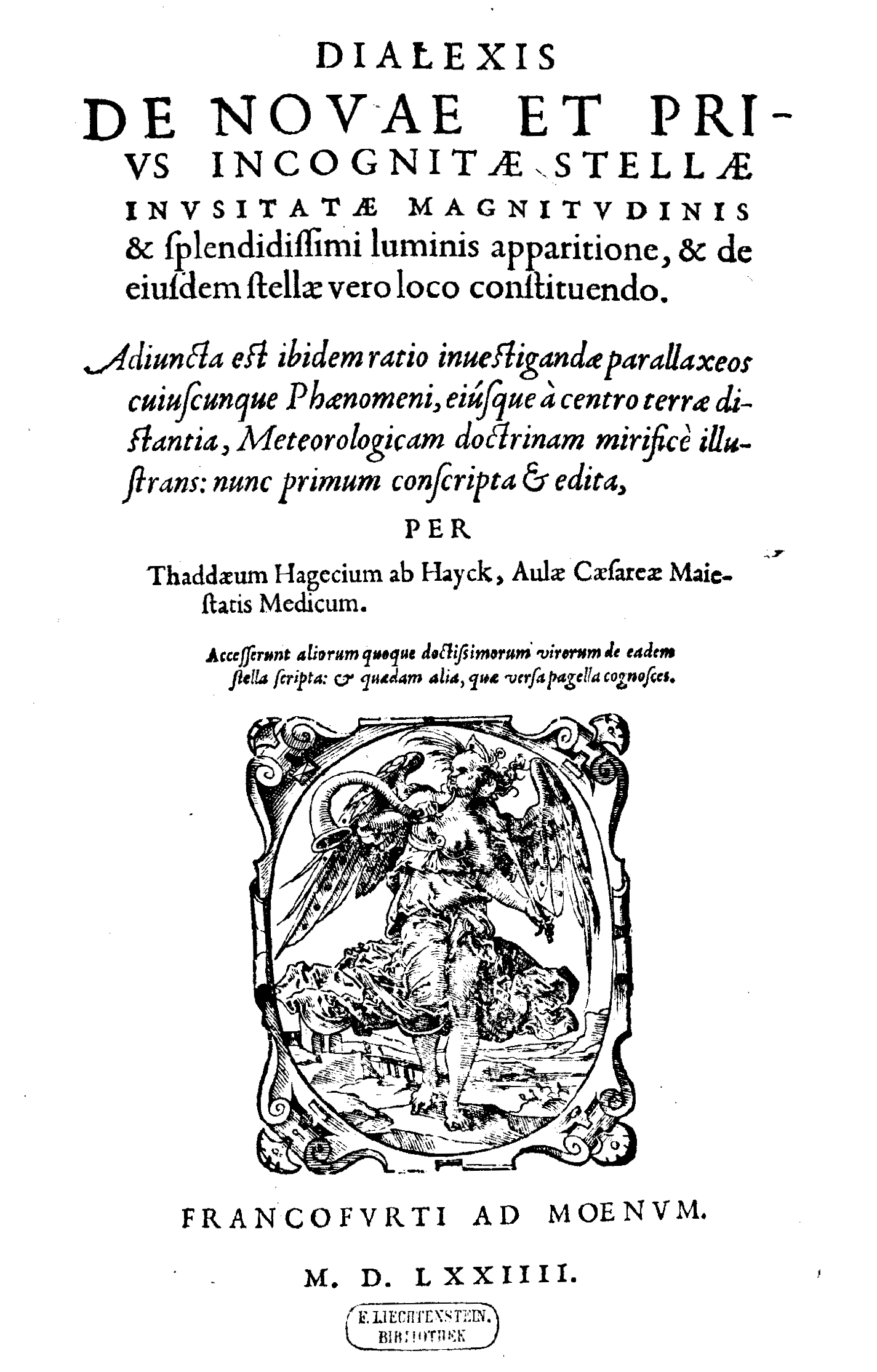
Dialexis de novae et prius incognitae stellae inusitatae magnitudinis et splendidissimi luminis apparitione, et de eiusdem stellae vero loco constituendo, 1574